# マナウス・モノレール
マナウス・モノレール（伯: Monotrilho de Manaus、英: Manaus Monorail）は、ブラジル連邦共和国アマゾナス州マナウス市にて計画中の、延長20キロメートルの跨座式モノレールである。
2011年8月に、当路線には9駅あり、Largo da Matriz からジョルジュ・テイシェイラ (Jorge Teixeira) までを走行する予定であると発表された。
当モノレールは、1方向につき1時間当たり35,000人の乗客を輸送できるように設計されている。
2012年2月に、モノレール建設のために CR Almedia、メンデス・ジュニオール (Mendes Junior)、Serveng およびマレーシア鉄道会社スコミ・レールのコンソーシアムとともに、アマゾナス州のインフラ事務局が契約書に署名した。しかしながら、着工は延期された。
スコミ・レールは、6両編成のSUTRA列車10編成および車庫設備だけでなく、軌道分岐器、車両保守、システム統合およびプロジェクト管理を供給する予定である。